# Jean MacIntosh Turfa
Jean MacIntosh Turfa (Filadelfia, settembre 1947) è un'archeologa ed etruscologa statunitense, membro straniero dell'Istituto Nazionale di Studi Etruschi ed Italici.

## Biografia
Jean MacIntosh Turfa si è formata alla Gwynedd Mercy University e al Bryn Mawr College. È ricercatrice associata e lecturer occasionale nella sezione mediterranea del Penn Museum della University of Pennsylvania e professore a contratto in Discipline Classiche presso la Saint Joseph's University di Philadelphia.
Ha insegnato presso University of Liverpool, Università dell'Illinois a Chicago, University of Chicago, Loyola University Chicago, Drexel University, Dickinson College, al Bryn Mawr College, alla St. Joseph's University e alla University of Pennsylvania.
Ha partecipato a campagne di scavo negli Stati Uniti, Regno Unito, in Italia a Poggio Civitate (Murlo), e in Grecia a Corinto. E a progetti di ricerca presso il Manchester Museum, il Liverpool Museum e il British Museum.
È membro della sezione USA dell'Istituto Nazionale di Studi Etruschi ed Italici.

## Opere
- (EN)  Catalogue of the Etruscan gallery of the University of Pennsylvania museum of archaeology, Philadelphia : University of Pennsylvania museum press , cop. 2005
- (EN)  Divining the Etruscan world, Cambridge; New York: Cambridge University Press, 2012;
- (EN)  The Etruscans and the history of dentistry the Golden Smile through the ages, London : Routledge, Taylor & Francis group, 2017
- (EN)  Human remains from Etruscan and Italic tomb groups in the University of Pennsylvania museum, Pisa : Fabrizio Serra, 2009;
- (EN)   (a cura di) The Etruscan world, London : Routledge , 2013;
- (EN)   (a cura di) Women in antiquity. real women across the ancient world, London; New York: Routledge, Taylor & Francis Group , cop. 2016;